# Max Gurny
Max Gurny (* 17. Juli 1899 in Warschau als Maksymilian Gurny; † 19. Juli 1994 in Zürich) war ein Schweizer Jurist und Politiker (SP).
Der Sohn eines Uhrmachers aus Pułtusk bei Warschau absolvierte die Matura am kantonalen Realgymnasium Zürich und studierte  ab 1917 Rechtswissenschaft an der Universität Zürich. 1921 promovierte er bei Ernst Hafter mit einer Dissertation über Die Beleidigung ausländischer Staaten und Regierungen nach schweizerischem Recht. 1927 wurde er in Cureggia und 1945 in Zürich eingebürgert.
Er war ab 1944 Zürcher Oberrichter, von 1953 bis 1960 Vizepräsident und ab 1961 Präsident des Obergerichts. Von 1935 bis 1953 gehörte er dem Zürcher Kantonsrat an, wo er von 1947 bis 1951 die Finanzkommission präsidierte. Von 1950 bis 1955 war er Präsident des Centralcomités des Schweizerischen Israelitischen Gemeindebunds.

## Schriften
- Die Beleidigung ausländischer Staaten und Regierungen nach schweizerischem Recht. H.F. Boenig, Danzig 1922 (Dissertation, Universität Zürich, 1921).